# Раскол (телесериал, 2011)
«Раско́л» — 20-серийный телевизионный фильм Николая Досталя. Работа над фильмом велась с октября 2009 года по апрель 2011 года.
Премьера состоялась 5 сентября 2011 года на телеканале «Россия-Культура».

## Подготовка
Сценарий фильма написан Михаилом Кураевым в соавторстве с Николаем Досталем. Сценарист Кураев начал собирать материалы ещё до работы над предыдущим фильмом Николая Досталя «Петя по дороге в царствие небесное». Работа над сценарием велась более 2 лет. Фактически фильм снят по пяти романам о семнадцатом веке известного писателя Владислава Бахревского: "Тишайший", "Никон", "Аввакум", "Страстотерпцы", "Столп". Что примечательно, фамилия самого Бахревского в титрах не упоминается. Кроме того, в основу сюжета фильма легли работы историков Каптерева, Карташёва, Ключевского, Соловьёва. Первоначально планировалось снять 16-серийный фильм, но материала оказалось так много, что за время съёмки запланированное количество серий было увеличено до 20. Бахревский в написании сценария не участвовал, в то же время все герои фильма говорят его языком. Большинство сцен взято из его пьесы "Утаенный царь".

## Сюжет
Основная тема фильма — реформы, проводимые патриархом Никоном и сопротивление, которое возглавил протопоп Аввакум. В других сюжетных линиях участвуют цари Алексей Михайлович и Фёдор Алексеевич, боярыня Морозова и другие исторические персонажи.
По словам Николая Досталя, своим фильмом он хотел «немножко восстановить историческую правду»: история России XVII века сравнительно мало изучена и освещена в кинематографе по сравнению с предшествующими временами Ивана Грозного и Смуты и последующего правления Петра I, хотя события того времени не менее важны, а последствия раскола проявляются и до сих пор.

## Съёмки
«Раскол» — один из самых дорогих проектов российского телевидения, его бюджет превысил сумму в 10 млн $. Размер сметы объясняется в значительной степени широкой географией съёмок. Большое внимание уделяется достоверности исторической декорации костюмов, качеству грима. В качестве консультанта по церковным вопросам выступил специалист по истории старообрядчества Глеб Чистяков.
Съёмки фильма начались в октябре 2009 года на «Мосфильме». Там были созданы декорации Грановитой и Крестовой палат, царские покои, патриаршие палаты. За ними последовали съёмки в усадьбе Коломенское.
В феврале съёмки проходили в Ярославской области. Ростовский кремль послужил декорацией кремля Московского, задействована была и церковь Иоанна Богослова на Ишне в селе Богослов.
В марте и апреле съёмки проходили в Кандалакше. На берегу Кандалакшского залива на Монастырском наволоке были созданы декорации исчезнувшего города Пустозерска, где протопоп Аввакум провёл 14 лет в земляной тюрьме. В районе населённого пункта Белое Море снимались Мезень и Тобольск. От съёмок в настоящем Пустозерске группе пришлось отказаться, так как следов города почти не сохранилось и "добираться туда сложно".
В конце апреля съёмки велись в Кирилло-Белозерском и Ферапонтовом монастырях в Вологодской области, где много лет провёл в ссылке патриарх Никон.
В мае съёмочная группа вернулась в Кандалакшу. Позднее работы над фильмом велись в Кеми, на Соловках, в Ростове.
Съёмочный период завершился в Суздальском районе. В июне — августе 2010 года рядом с селом Абакумлево снимали деревянную Москву с Кремлём и Успенским собором, на берегу Нерли — приезд Никона в Троице-Сергиев монастырь.
После этого начались процессы монтажа и озвучивания. Первоначально планировалось, что премьера состоится на телеканале «Россия-1» в апреле 2011 года. К этому сроку работы над фильмом были завершены, но показ начался только 5 сентября на канале «Россия-Культура». По некоторым сведениям, телесериал был перенесён с «России-1» на «Культуру» по причине того, что он мог оказаться сложным для восприятия зрителями.

## Актёры и роли
| Актёр                 | Роль                                                                                  |
| --------------------- | ------------------------------------------------------------------------------------- |
| Дмитрий Тихонов       | царь Алексей Михайлович                                                               |
| Валерий Гришко        | патриарх Московский Никон                                                             |
| Александр Коротков    | протопоп Аввакум Петров                                                               |
| Дарья Екамасова       | Анастасия Марковна, жена Аввакума                                                     |
| Роман Мадянов         | боярин Борис Иванович Морозов, воспитатель царя Алексея Михайловича                   |
| Екатерина Новикова    | боярыня Анна Милославская, жена Бориса Морозова, сестра царицы Марии Ильиничны        |
| Вадим Мадянов         | боярин Глеб Иванович Морозов, младший брат Бориса                                     |
| Юлия Мельникова       | боярыня Феодосия Морозова, жена Глеба Морозова                                        |
| Марина Петренко       | княгиня Евдокия Урусова, сестра Феодосии Морозовой                                    |
| Александр Коршунов    | протопоп Иоанн Неронов                                                                |
| Алексей Морозов       | Фёдор Ртищев                                                                          |
| Андрей Щукин          | боярин Богдан Хитрово                                                                 |
| Илья Козин            | боярин Артамон Матвеев, дядя Натальи Нарышкиной, второй жены царя Алексея Михайловича |
| Юлия Назаренко        | царица Мария Ильинична, первая жена царя Алексея Михайловича                          |
| Евгения Казарина      | царица Наталья Кирилловна, вторая жена царя Алексея Михайловича, мать Петра I         |
| Георгиос Караяннидис  | иеромонах Арсений Грек, правая рука патриарха Никона                                  |
| Иван Соловьёв         | царь Фёдор Алексеевич                                                                 |
| Елена Новикова        | царица Марфа Апраксина, жена царя Фёдора Алексеевича                                  |
| Александра Черкасова  | царевна Софья Алексеевна                                                              |
| Тамара Самсонова      | царевна Марфа Алексеевна                                                              |
| Наталья Омельченко    | царевна Евдокия Алексеевна                                                            |
| Александр Баширов     | юродивый Васька Босой                                                                 |
| Михаил Асанкин        | князь Алексей Никитич Трубецкой                                                       |
| Артём Кобзев          | Иван Кондратьевич Елагин                                                              |
| Владимир Мельников    | гетман Иван Брюховецкий                                                               |
| Денис Сухомлинов      | царевич Пётр Алексеевич                                                               |
| Ольга Антропова       | кормилица царевича Алексея                                                            |
| Иван Верховых         | митрополит Крутицкий Павел                                                            |
| Роман Жирнов          | диакон                                                                                |
| Всеволод Иванов       | Иван, сын протопопа Аввакума                                                          |
| Георгий Корольчук     | иконописец Сафоний                                                                    |
| Олег Любимов          | архимандрит Иоаким (Савёлов), впоследствии патриарх                                   |
| Станислав Любшин      | патриарх Московский Иосиф                                                             |
| Сергей Кудимов        | патриарх Московский Питирим                                                           |
| Виктор Маркин         | Втор                                                                                  |
| Александр Соколовский | Савва                                                                                 |
| Павел Меленчук        | Афанасий, сын протопопа Аввакума                                                      |
| Дмитрий Осипов        | монах                                                                                 |
| Владимир Портнов      | Стефан Вонифатьев, духовник царя Алексея Михайловича                                  |
| Владимир Сычёв        | думный дьяк Ларион Иванов                                                             |
| Давид Гиоргобиани     | царь Кахетии Теймураз I Давидович                                                     |
| Сергей Потапов        | сотник Агишев                                                                         |
| Александр Сериков     | архидиакон                                                                            |
| Александр Сирин       | митрополит Рязанский Иларион                                                          |
| Александр Сыпченко    | царский писарь                                                                        |
| Тимофей Трибунцев     | купец Мелеша                                                                          |
| Наталья Павлова       | Инокиня Анфиса                                                                        |
| Вячеслав Шихалеев     | Федотка Морисов                                                                       |
| Юрий Степанов         | эпизод                                                                                |

Николай Досталь не хотел, чтобы в фильме снимались известные, «медийные» актёры, часто появляющиеся в современных сериалах. Роль Аввакума стала первой крупной ролью для екатеринбургского актёра Александра Короткова, а Алексея Михайловича сыграл молодой саратовский актёр Дмитрий Тихонов. Несколько небольших ролей исполнили актёры, которые уже не в первый раз работали с Досталем: Александр Баширов сыграл юродивого Ваську Босого, Роман Мадянов — боярина Бориса Морозова, Тимофей Трибунцев — купца Мелешу.

## Съёмочная группа
- Режиссёр: Николай Досталь
- Автор сценария: Михаил Кураев, Николай Досталь
- Художник-постановщик: Павел Пархоменко
- Композитор: Владимир Мартынов
- Продюсеры: Владимир Досталь, Дарья Досталь
- Музыкальный редактор: Константин Шевелёв
- Запись музыки: Геннадий Папин
- Государственный симфонический оркестр кинематографии
- Дирижёр — Сергей Скрипка
- Хор п/у Людмилы Богомоловой
- Вокал — Татьяна Калмыкова
- Ансамбль Дмитрия Покровского
- Ансамбль «Сирин»

## Пре/Постпродакшн
Полный цикл производства визуальных эффектов для 20-серийного художественного фильма «Раскол» осуществляла компания «Remzal Studio», уже работавшая над фильмами «Месть — искусство» (2010), «Тарас Бульба» (2009), «Стрит-рейсеры» (2008), «Александр. Невская битва» (2008), «Сайд-стэп» (2008). На съёмочной площадке «Раскола» работали супервайзеры «Remzal Studio» Александр Семериков (CG/VFX Supervisor) и Дмитрий Резниченко (режиссёр VFX). Съёмочный период длился с 26 октября 2009 года по 31 июля 2010 года.

## Версии сериала
Русская православная старообрядческая церковь выпустила свою версию сериала, которая была «очищена от излишне откровенных сцен, мало уместных в произведении на духовную тему и помещённых туда скорее в угоду нелучшим потребностям современного общества».